# Союз писателей РСФСР
Союз писателей РСФСР — созданная в 1958 году организация, подведомственная Союзу писателей СССР.
С 1963 года правление и Московское отделение Союза писателей РСФСР издавали еженедельник «Литературная Россия». Другими печатными органами правления СП РСФСР были: журналы «Октябрь», «Москва», «Детская литература», «Наш современник», «Театральная жизнь», «Аврора», «Нева», «Дон», «Подъём», «Сибирские огни», «Волга», «Дальний Восток», «Урал», «Уральский следопыт», «Агидель», «Байкал», «Север», «Войвыв кодзув», «Ончыко», «Мокша», «Сятко», «Мах дуг», «Ялав», «Полярная звезда» и др. В 1988 году развернулась борьба за контроль над печатными органами СП РСФСР.
Первым председателем СП РСФСР с 1958 года стал Леонид Соболев. В 1970—1990 годах в правлении СП РСФСР председательствовал Сергей Михалков. С 1971 года пост первого заместителя председателя правления Союза писателей РСФСР занимал Юрий Бондарев, а с 1990 по 1994 годы он являлся председателем Союза писателей России. В 1994 году его сменил на этом посту Валерий Ганичев.
Правление СП РСФСР размещалось в Москве, в доме 30 по Набережной Мориса Тореза.